# صحنه‌سازی (فیلم)
صحنه‌سازی (انگلیسی: The Set-Up) یک فیلم نوآر آمریکایی به کارگردانی رابرت وایز است که در سال ۱۹۴۹ منتشر شد.

## بازیگران
- رابرت رایان
- آدری تاتر
- جورج توبیاس
- آلن بکستر
- والاس فورد
- داریل هیکمن
- جیمز ادواردز